# 세실 키엥게
체칠리아 키엥게(이탈리아어: Cecilia Kyenge) 또는 프랑스어식 이름인 세실 카셰투 키엥게(프랑스어: Cécile Kashetu Kyenge, 1964년 8월 28일)는 이탈리아의 안과 전문의이자 민주당 소속 정치인이며, 2014년부터 유럽 의회의 이탈리아 대표 의원으로 지내고 있다.
콩고 민주 공화국 카탕가 주 출신인 그는 엔리코 레타 총리 내각 시절에 신설된 이탈리아의 정부 부처인 국민통합부(이탈리아어: Ministri per l'integrazione 미니스뜨리 뻬르 린떼그라찌오네[*])의 제2대 장관을 역임했다. 이탈리아 사상 최초 흑인 장관이라는 기록을 가지고 있다.

## 학력
- 사크로 쿠오레 가톨릭 대학교 의과대학 졸업

## 경력 사항
- 모데나 레지오 에밀리아 대학교 안과 전문의
- 이탈리아 민주당
- 이탈리아 국민통합부 장관
- 유럽 의회 의원